# 1-й созыв Законодательного собрания Нунавута
1-й созыв Законодательного собрания Нунавута действовал с 1999 по 2004 год. 19 членов были избраны в ходе первых всеобщих выборов. Собрание работало в форме «независимого консенсусного правительства», то есть все его члены не принадлежали какой-либо партии, а решения принимались в ходе тайного голосования. Таким образом и были распределены должности кабинета министров и спикера. Во главе кабинета министров избирался премьер-министр.
Избранный кабинет министров традиционно противопоставляется постоянным членам правительства и считается оппозицией. Задача кабинета заручиться поддержкой постоянных членов для продвижения законодательных актов.

## Постоянные члены
| Члены, прошедшие в Заксобрание в ходе выборов 1999 года |                   |
| Избирательный округ                                     | Член              |
| Акуллик                                                 | Овиде Алаканнуарк |
| Амиттук                                                 | Эноки Иркиттук    |
| Арвиат                                                  | Кевин о’Брайен    |
| Бейкер-Лейк                                             | Гленн Маклин      |
| Хадсон-Бей                                              | Питер Каттук      |
| Центральный Икалуит                                     | Хантер Туту       |
| Наттилик                                                | Уриаш Пукикнак    |
| Северный Ранкин-Инлет                                   | Джек Анавак       |
| Южный Баффин                                            | Олайюк Акесук     |
| Тунуник                                                 | Джоби Нутарак     |
| Уккуммиут                                               | Дэвид Икакриалу   |

## Кабинет министров
| Кабинет министров              |                 | |
| Избирательный округ            | Член            | Должность |
| Западный Икалуит               | Пол Окалик      | Премьер-министр Министр исполнительных и межправительственных дел Министр по делам коренных жителей Министр юстиции |
| Кеймбридж-Бей                  | Келвин Нг       | Министр финансов Министр занятости, труда и рабочей силы Председатель правительства                                 |
| Нанулик                        | Джеймс Арвалук  | Министр образования1                                                                                                |
| Восточный Икалуит              | Эд Пикко        | Министр здравоохранения и социальных институтов Министр энергетики Нунавута                                         |
| Южный Ранкин-Инлет и Уэйл-Коув | Маниток Томпсон | Министр по общественным делам, телекоммуникациям и техническим службам Министр образования2                         |
| Пангниртунг                    | Питер Килабук   | Министр по вопросам развития региона                                                                                |
| Куглуктук                      | Дональд Хавиояк | Министр культуры, национальных языков, по вопросам пожилых и детей Министр по делам женщин                          |

1. Джеймс Арвалук был снят с должности в 2003 после обвинений в насилии.
2. Маниток Томпсон находился в должности министра образования с 2003 по 2004 год.

## Спикер
| Спикер Законодательного собрания |                |                  |
| Избирательный округ              | Член           | Годы в должности |
| Куттиктук                        | Леви Барнабас1 | 1999 — 2000      |
| Арвиат                           | Кевин о'Брайен | 2000 — 2004      |

1. Леви Барнабас осуждён за сексуальное домогательство в 2000 году.

## Довыборы
| Члены, прошедшие по довыборной процедуре |                |                    |                          |
| Избирательный округ                      | Член           | Дата               | Причина                  |
| Куттиктук                                | Ребека Уильямс | 2 декабря 2000 г.  | Заменила Леви Барнабаса  |
| Нанулик                                  | Паттерк Нетсер | 2 сентября 2003 г. | Заменил Джеймса Арвалука |